# Dommartin-lès-Toul
Dommartin-lès-Toul è un comune francese di 2 055 abitanti situato nel dipartimento della Meurthe e Mosella nella regione del Grand Est.

## Società

### Evoluzione demografica
Abitanti censiti